# Turka (obwód iwanofrankiwski)
Turka (ukr. Турка) – wieś na Ukrainie, w obwodzie iwanofrankiwskim, w rejonie kołomyjskim.

## Zabytki
We wsi istniał zamek.